# Zambezi
Zambézi je četrta najdaljša reka v Afriki, najdaljša reka, ki teče proti vzhodu in največja, ki se iz Afrike izliva v Indijski ocean. Njeno porečje pokriva 1.390.000 km2, nekaj manj kot polovica Nilovega. Reka, dolga 2574 km, izvira v Zambiji in teče skozi vzhodno Angolo, vzdolž severovzhodne meje Namibije in severne meje Bocvane, nato vzdolž meje med Zambijo in Zimbabvejem do Mozambika, kjer prečka državo in se izliva v Indijski ocean.
Najbolj znana značilnost Zambezija so Viktorijini slapovi. Med njenimi drugimi slapovi so še slapovi Chavuma na meji med Zambijo in Angolo ter slapovi Ngonye blizu Siome v zahodni Zambiji.
Glavna vira hidroelektrarne na reki sta zajezitveno jezero Kariba, ki oskrbuje Zambijo in Zimbabve, ter jez Cahora Bassa v Mozambiku, ki oskrbuje Mozambik in Južno Afriko. Poleg tega sta ob reki Zambezi v Zambiji dve manjši elektrarni, ena pri Viktorijinih slapovih in druga v Zengamini, blizu hriba Kalene v okrožju Ikelenge.

## Potek

### Izvir
Reka izvira v črnem, močvirnem dambu v gostem, valovitem gozdu miombo 50 km severno od Mwinilunge in 20 km južno od Ikelengeja v okrožju Ikelenge v Severozahodni provinci Zambije, na približno 1524 metrih nadmorske višine. Območje okoli izvira je narodni spomenik, gozdni rezervat in pomembno območje za ptice.
Vzhodno od izvira je razvodje med porečjema reke Kongo in Zambezi dobro označen pas višje ležečega območja, ki poteka skoraj od vzhoda proti zahodu in strmo pada proti severu in jugu. To jasno ločuje porečje Lualabe (glavne veje zgornjega Konga) od Zambezija. V bližini izvira razvodje ni tako jasno opredeljeno, vendar se rečna sistema ne povezujeta.
Območje, ki ga odmaka Zambezi, je prostrana planota z razlomljenimi robovi, visoka 900–1200 m, v odročni notranjosti metamorfnih plasti in jo obrobljajo magmatske kamnine Viktorijinih slapov. Pri Chupangi, na spodnjem toku Zambezija, v sušnem obdobju na rečno strugo izstopajo tanke plasti sivih in rumenih peščenjakov z občasnim pasom apnenca, ki se ohranijo onkraj Teteja, kjer so povezane z obsežnimi plastmi premoga. Premog najdemo tudi v okrožju tik pod Viktorijinimi slapovi. Zlatonosne kamnine se pojavljajo na več mestih.

### Zgornji Zambezi
Reka teče proti jugozahodu v Angolo približno 240 km, nato pa se ji pridružijo precejšnji pritoki, kot sta Luena in Chifumage, ki tečeta iz višavja proti severozahodu. Obrne se proti jugu in razvije poplavno ravnico z izjemnimi razlikami v širini med sušnim in deževnim obdobjem. Vstopi v gost zimzeleni suhi gozd Cryptosepalum, čeprav se na njeni zahodni strani pojavljajo tudi zahodnozambezijska travišča. Kjer ponovno vstopi v Zambijo, je v deževnem obdobju široka skoraj 400 m in teče hitro, z brzicami, ki se končajo pri slapovih Chavuma, kjer reka teče skozi skalnato razpoko. Reka se od izvira na 1500 m do slapov Chavuma na 1100 m spusti za približno 400 m nadmorske višine, na razdalji približno 400 km. Od te točke do Viktorijinih slapov je gladina porečja zelo enakomerna in se na razdalji približno 800 km zniža le za nadaljnjih 180 m.
Prvi od njenih večjih pritokov, ki se izliva v Zambezi, je reka Kabompo v Severozahodni provinci Zambije. Savana, skozi katero teče reka, se umakne široki poplavni ravnici, posejani s pahljačastimi palmami Borassus. Nekoliko južneje je sotočje z reko Lungwebungu. To je začetek poplavne ravnice Barotse, najbolj opazne značilnosti zgornjega Zambezija, vendar ta severni del ne poplavlja toliko in vključuje otoke višjega sveta na sredini.
Približno 30 km pod sotočjem Lungwebunguja postane dežela zelo ravna in se razprostira tipična pokrajina poplavne ravnice Barotse, pri čemer poplava v deževnem obdobju doseže širino 25 km. Več kot 200 km dolvodno letni poplavni cikel prevladuje nad naravnim okoljem ter človeškim življenjem, družbo in kulturo. Približno 80 km naprej se Luanginga, ki s svojimi pritoki odvaja vodo z velikega območja na zahodu, izliva v Zambezi. Malo višje na vzhodu se glavnemu toku v deževnem obdobju pridruži prelivanje sistema Luampa/Luena.
Malo dolvodno od sotočja z Luangingo je Lealui, eno od glavnih mest ljudstva Lozi, ki naseljuje zambijski regiji Barotseland v Zahodni provinci. Poglavar Lozi ima eno od svojih dveh območij v Lealuiju; drugo je v Limulungi, ki leži na višje ležečem mestu in služi kot glavno mesto v deževnem obdobju. Letna selitev iz Lealuija v Limulungo je pomemben dogodek, ki se praznuje kot eden najbolj znanih zambijskih festivalov, Kuomboka.
Po Lealuiju se reka obrne proti jugovzhodu. Z vzhoda še naprej prejema številne manjše potoke, na zahodu pa je 240 km brez večjih pritokov. Pred tem plovbo prekinejo slapovi Ngonye in kasnejše brzice. Južno od slapov Ngonye reka na kratko meji na namibijski Caprivijev pas. Pod sotočjem reke Cuando in Zambezi slednja zavije skoraj naravnost proti vzhodu. Tukaj je reka široka in plitva ter teče počasi, ko pa teče proti vzhodu proti meji velike osrednje afriške planote, doseže brezno, v katerega se potopijo Viktorijini slapovi.

### Srednji Zambezi
Viktorijini slapovi veljajo za mejo med zgornjim in srednjim Zambezijem. Pod njimi reka še naprej teče proti vzhodu približno 200 km in seka navpične stene bazalta, oddaljene od 20 do 60 m, v hribih, visokih od 200 do 250 m. Reka hitro teče skozi sotesko Batoka, njen tok pa nenehno prekinjajo grebeni. Opisana je bila kot eno najbolj spektakularnih potovanj po divjih vodah na svetu, kar je izjemen izziv tako za kajakaše kot splavarje. Za sotesko je vrsta brzic, ki se končajo 240 km pod Viktorijinimi slapovi. Na tej razdalji reka pade 250 m.
Na tej točki se reka izliva v zajezitveno jezero Kariba, ki je nastalo leta 1959 po dokončanju jezu Kariba. Jezero je eno največjih umetnih jezer na svetu, hidroelektrarne na jezu pa oskrbujejo z električno energijo večji del Zambije in Zimbabveja.
Reki Luangwa in Kafue sta dva največja leva pritoka Zambezija. Kafue se pridruži glavni reki v mirnem, globokem toku, širokem približno 180 m. Od te točke se severni ovinek Zambezija ustavi in tok nadaljuje naravnost proti vzhodu. Na sotočju z Luangwo (15°37' J) steče v Mozambik.
Srednji Zambezi se konča tam, kjer se reka izliva v jezero Cahora Bassa, kjer so bile prej nevarne brzice, znane kot Kebrabassa; jezero je nastalo leta 1974 z gradnjo jezu Cahora Bassa.

### Spodnji Zambezi
Spodnji Zambezi, dolg 650 kilometrov od Cahora Bassa do Indijskega oceana, je ploven, čeprav je reka v sušnem obdobju na mnogih mestih plitva. Ta plitvost nastane, ko reka vstopi v široko dolino in se razteza čez veliko območje. Le na enem mestu, v soteski Lupata, 320 kilometrov od ustja, je reka zaprta med visokimi hribi. Tukaj je široka komaj 200 metrov. Drugod je široka od 5 do 8 kilometrov in teče nežno v številnih potokih. Rečna struga je peščena, bregovi pa nizki in obrobljeni s trstičjem. Vendar pa se ponekod, zlasti v deževnem obdobju, potoki združijo v eno široko, hitro tekočo reko.
Približno 160 kilometrov od morja Zambezi prejema odtoke iz malavijskega jezera preko reke Shire. Ko se približa Indijskemu oceanu, se reka razcepi v delto. Vsak od glavnih rokavov, Kongone, Luabo in Timbwe, je omejen s peščeno sipino. Severnejši krak, imenovan ustje Chinde, ima minimalno globino ob nizki vodi 2 metra na vhodu in 4 metre v notranjosti ter je krak, ki se uporablja za plovbo. Približno 100 kilometrov severneje je reka Quelimane, po mestu ob njenem ustju. Ta potok, ki se zamuljuje, v deževnem obdobju sprejema poplavno vodo iz Zambezija.

## Delta
Delta Zambezija je danes približno polovico širša kot pred izgradnjo jezov Kariba in Cahora Bassa, ki sta nadzorovala sezonska nihanja pretoka reke. Pred izgradnjo jezov so imele sezonske poplave Zambezija precej drugačen vpliv na ekosisteme delte kot danes, saj so v obalna mokrišča Indijskega oceana prinesle sladko vodo, bogato s hranili. Spodnji Zambezi je v zgodnji sušni sezoni doživel manjši poplavni val, ko je dež v porečju Gwembe in severovzhodnem Zimbabveju hitel skozi, medtem ko dež v zgornjem Zambeziju, Kafueju in porečju Malavijskega jezera ter v manjši meri Luangwi zadržujejo močvirja in poplavne ravnice.
Izpusti teh sistemov prispevajo k veliko večjim poplavam marca ali aprila, s povprečnim mesečnim maksimumom za april 6700 m3 na sekundo v delti. Rekordna poplava je bila več kot trikrat večja, 22.500 m3 na sekundo, zabeležena leta 1958. Nasprotno pa je bil pretok ob koncu sušne sezone v povprečju le 500 m3 na sekundo.
V 1960-ih in 1970-ih je gradnja jezov ta vzorec popolnoma spremenila. Nizvodno je bil povprečni mesečni minimum-maksimum od 500 do 6000 m3 na sekundo; zdaj je od 1000 do 3900 m3 na sekundo. Zlasti poplave srednjega obsega, na katere je bila prilagojena ekologija spodnjega Zambezija, se pojavljajo manj pogosto in trajajo krajše. Tako kot škodljivi učinki jezu Itezhi-Tezhi na ravnice Kafue so tudi to vplivalo na naslednje:
- Moteni so bili vzorci hranjenja in razmnoževanja rib, ptic in drugih divjih živali.
- Po poplavah je ostalo manj travnikov za pašo divjih živali in goveda.
- Moteni so bili tradicionalni vzorci kmetovanja in ribolova.[15]

### Ekologija delte
Delta Zambezija ima obsežna sezonsko in trajno poplavljena travišča, savane in močvirne gozdove. Skupaj s poplavnimi ravnicami rek Buzi, Pungwe in Save sestavljajo poplavne ravnice Zambezija obalno poplavno savansko ekoregijo v Mozambiku. Poplavljene savane ležijo blizu obale Indijskega oceana. Mangrove obrobljajo obalo delte.
Čeprav so jezovi zajezili del letnih poplav spodnjega Zambezija in povzročili močno zmanjšanje površine poplavne ravnice, poplav niso povsem odpravili. Ne morejo nadzorovati ekstremnih poplav in so le zmanjšali pogostost srednje močnih poplav. Ko se močno deževje v spodnjem delu Zambezija združi z znatnim odtokom vode gorvodno, še vedno prihaja do obsežnih poplav, mokrišča pa so še vedno pomemben habitat. Vendar pa je krčenje mokrišč med mozambiško državljansko vojno povzročilo nenadzorovan lov na živali, kot so kafrski bivoli in elipsaste obvodne antilope.
Čeprav se je v regiji zmanjšalo število velikih sesalcev, je še vedno dom nekaterim, vključno s trstikarsko antilopo in elandom. Med mesojedci, ki jih najdemo tukaj, so lev (Panthera leo), leopard (Panthera pardus), gepard (Acinonyx jubatus), lisasta hijena (Crocuta crocuta) in progasti šakal (Canis adustus). Poplavne ravnice so zatočišče za selitvene vodne ptice, vključno s dolgorepo raco (Anas acuta), regljo (Spatula querquedula), afriškim špranjekljunom (Anastomus lamelligerus), afriško sedlarico (Ephippiorhynchus senegalensis), plavutim žerjavom (Bugeranus carunculatus) in žerjavom Pelecanus onocrotalus.
Med plazilci so nilski krokodil (Crocodylus niloticus), nilski varan (Varanus niloticus), afriški skalni piton (Python sebae), endemična kača pungwe (Leptotyphlops pungwensis) in tri druge kače, ki so skoraj endemične - Lycodonomorphus whytei obscuriventris, Lycophidion nanus in Proatheris.
Več vrst metuljev je endemičnih.
- Pogled na delto reke Zambezi iz vesolja
- Nasina slika zgornjega Zambezija in poplavne ravnice Barotse (Balozi) med ekstremno poplavo leta 2003 v umetnih barvah
- Delta Zambezija
- Reka in njena poplavna ravnica blizu Monguja v Zambiji
- Voda je črna na tej umetno obarvani sliki poplavne ravnice Zambezija
- Ta podrobna slika v pravih barvah prikazuje oster vzhodni rob poplavne ravnice Zambezija

## Podnebje
Severni del porečja Zambezi ima povprečno letno količino padavin od 1100 do 1400 mm, ki se proti jugu zmanjšuje in na jugozahodu doseže približno polovico te številke. Dež pade v 4- do 6-mesečnem poletnem deževnem obdobju, ko se med oktobrom in marcem nad porečje s severa premakne medtropsko konvergenčno cono. Stopnje izhlapevanja so visoke (1600 mm–2300 mm) in na ta način se v močvirjih in poplavnih ravnicah izgubi veliko vode, zlasti na jugozahodu porečja.

## Prostoživeče živali
Sloni, ki prečkajo reko
Povodni konj v reki Zambezi
Reka podpira velike populacije številnih živali. Povodnih konj je v izobilju vzdolž večine mirnih delov reke, pa tudi nilski krokodili. Varani so prisotni na mnogih mestih. Ptice so številne, med njimi so čaplja, pelikan,  mali plamenec in afriški ribji orel, ki so prisotni v velikem številu. Tudi rečni gozdovi podpirajo številne velike živali, kot so bivoli, zebre, žirafe in sloni.
Zambezi podpira tudi več sto vrst rib, od katerih so nekatere endemične za reko. Pomembne vrste so ciklidi, ki se intenzivno lovijo za hrano, pa tudi somi, tigraste ribe, rumene ribe in druge velike vrste. Bikovski morski pes je včasih znan kot zambezijski morski pes po reki, ne smemo ga zamenjevati s sladkovodnimi morskimi psi iz rodu Glyphis, ki prav tako naseljujejo reko.

## Geološka zgodovina
Do poznega pliocena ali pleistocena (pred več kot dvema milijonoma let) je zgornji Zambezi tekel proti jugu skozi današnjo porečje Makgadikgadi do reke Limpopo. Sprememba rečne struge je posledica epeirogenih gibov, ki so dvignili gladino na današnji vodni meji med obema rekama.
Medtem je 1000 km vzhodno zahodni pritok reke Shire v južnem podaljšku Vzhodnoafriškega tektonskega jarka skozi Malavi erodiral globoko dolino na njegovem zahodnem robu. Srednji Zambezi je počasi začel krčiti strugo svoje reke proti zahodu, k čemur so pripomogli tektonski jarki (riftne doline), ki so se oblikovali vzdolž njenega toka v osi vzhod-zahod. Pri tem je zajel več rek, ki tečejo proti jugu, kot sta Luangwa in Kafue.
Sčasoma je veliko jezero, ujeto pri Makgadikgadiju (ali njegovem pritoku), zajel srednji Zambezi, ki se je odcepil proti njemu, in se izpraznil proti vzhodu. Zajet je bil tudi zgornji Zambezi. Srednji Zambezi je bil približno 300 m nižji od zgornjega Zambezija, na robu bazaltne planote, čez katero teče zgornja reka, pa je nastal visok slap. To so bili prvi Viktorijini slapovi, nekje v soteski Batoka blizu mesta, kjer je danes jezero Kariba.

## Raziskovanje
Območje Zambezi je bilo srednjeveškim geografim znano kot Monomotapajsko cesarstvo, tok reke in položaj jezer Ngami in Njasa pa so bili na zgodnjih zemljevidih na splošno natančni. Ti so bili verjetno izdelani na podlagi arabskih informacij.
Prvi Evropejec, ki je obiskal notranjost reke Zambezi, je bil portugalski degredado António Fernandes leta 1511 in ponovno leta 1513 z namenom poročanja o komercialnih razmerah in dejavnostih v notranjosti Srednje Afrike. Končno poročilo o teh raziskovanjih je razkrilo pomen pristanišč zgornjega Zambezija za lokalni trgovinski sistem, zlasti za vzhodnoafriško trgovino z zlatom.
Prvo zabeleženo raziskovanje zgornjega Zambezija je opravil David Livingstone med svojim raziskovanjem iz Bechuanalanda med letoma 1851 in 1853. Dve ali tri leta pozneje se je po Zambeziju spustil do ustja in med tem potovanjem našel Viktorijine slapove. Med letoma 1858 in 1860 se je Livingstone v spremstvu Johna Kirka povzpel po reki skozi ustje Kongone do slapov, sledil pa je tudi toku njenega pritoka Shire in dosegel Malavijsko jezero.
V naslednjih 35 letih je bilo reke zelo malo raziskanih. Portugalski raziskovalec Serpa Pinto je preučil nekatere zahodne pritoke reke in leta 1878 opravil meritve Viktorijinih slapov. Leta 1884 je na Škotskem rojeni misijonar Plymouth Brethren Frederick Stanley Arnot potoval čez višavje med porečjema Zambezija in Konga ter odkril izvir Zambezija. Menil je, da je bližnji visoki in hladni hrib Kalene še posebej primeren kraj za misijon. Arnota je spremljal portugalski trgovec in vojaški častnik António da Silva Porto.
Leta 1889 so opazili kanal Chinde severno od glavnih ustij reke. Dve ekspediciji pod vodstvom majorja A. St Hilla Gibbonsa v letih 1895 do 1896 in 1898 do 1900 sta nadaljevali raziskovalno delo, ki ga je začel Livingstone v zgornjem porečju in osrednjem toku reke.

## Gospodarstvo
Prebivalstvo doline reke Zambezi je ocenjeno na približno 32 milijonov. Približno 80 % prebivalstva doline je odvisnega od kmetijstva, poplavne ravnice zgornjega toka reke pa zagotavljajo dobra kmetijska zemljišča.
Skupnosti ob reki se v njej intenzivno ukvarjajo z ribolovom in mnogi ljudje potujejo od daleč, da bi lovili ribe. Nekatera zambijska mesta ob cestah, ki vodijo do reke, zaračunavajo neuradne 'ribje davke' ljudem, ki ribe iz Zambezija prevažajo v druge dele države. Lov divjadi, pa tudi ribolov za hrano, je pomembna dejavnost na nekaterih delih reke. Med Mongujem in Livingstonom je več safari koč, ki so namenjene turistom, ki želijo loviti eksotične vrste, mnogi pa lovijo ribe tudi za prodajo akvarijem.
Rečna dolina je bogata z nahajališči mineralov in fosilnimi gorivi, ponekod pa je pomembno tudi rudarjenje premoga. Jezovi vzdolž njene dolžine zagotavljajo zaposlitev mnogim ljudem v njihovi bližini, pri vzdrževanju hidroelektrarn in samih jezov. Več delov reke je tudi zelo priljubljenih turističnih destinacij. Viktorijini slapovi letno sprejmejo več kot 100.000 obiskovalcev, od tega 141.929 v letu 2015. Mana Pools in jezero Kariba prav tako privabljata veliko število turistov.

## Ekologija

### Onesnaženje
Odplake so glavni vzrok za onesnaženje vode v okolici urbanih območij, saj neustrezne čistilne naprave v vseh večjih mestih v regiji sproščajo neobdelane odplake v reko. To je povzročilo evtrofikacijo rečne vode in olajšalo širjenje bolezni slabe higiene, kot so kolera, tifus in griža.

### Učinki jezov
Gradnja dveh večjih jezov, ki uravnavata pretok reke, je imela velik vpliv na prostoživeče živali in ljudi v spodnjem toku reke Zambezi. Ko je bil jez Cahora Bassa leta 1973 dokončan, so njegovi upravitelji dovolili, da se je napolnil v eni sami poplavni sezoni, kar je bilo v nasprotju s priporočili, da se je polnil vsaj dve leti. Drastično zmanjšanje pretoka reke je povzročilo 40-odstotno zmanjšanje pokritosti z mangrovami, močno povečano erozijo obalnega območja in 60-odstotno zmanjšanje ulova kozic ob ustju zaradi zmanjšanega odlaganja mulja in z njim povezanih hranil. Mokriščni ekosistemi dolvodno od jezu so se znatno skrčili. Divje živali v delti so bile dodatno ogrožene zaradi nenadzorovanega lova med državljansko vojno v Mozambiku.

### Ohranitveni ukrepi
Predlagano čezmejno ohranitveno območje Kavango–Zambezi naj bi zajemalo dele Zambije, Angole, Namibije, Zimbabveja in Bocvane, vključno z Okavangovo delto v Bocvani in Viktorijinimi slapovi. Leta 2008 so se povečala sredstva za čezmejno ohranjanje vzdolž Zambezija. Projekt je prejel 8 milijonov evrov nepovratnih sredstev od nemške nevladne organizacije. Del sredstev naj bi se uporabil za raziskave na območjih, ki jih projekt zajema. Vendar pa je Angola opozorila, da bi lahko mine iz državljanske vojne ovirale projekt.
Reka trenutno teče skozi narodni park slapovi Ngonye, narodni park Mosi-oa-Tunya in narodni park Spodnji Zambezi (v Zambiji) ter narodni park Zambezi, narodni park Viktorijini slapovi, narodni park Matusadona, narodni park Mana Pools in biosferni rezervat Srednji Zambezi (v Zimbabveju).

### Upravljanje ribjih staležev
Leta 2017 je bilo stanje prekomernega ribolova v zgornjem Zambeziju in njegovih pritokih ocenjeno kot obupno, deloma zaradi slabega izvrševanja ustreznih zakonov in predpisov o ribištvu. Ugotovljeno je bilo, da so ribji staleži jezera Liambezi v vzhodnem Caprivijevem pasu izčrpani, raziskave pa so pokazale upad celotnega rečnega sistema Zambezi-Kwando-Chobe. Nezakonit ribolov (tujih državljanov, ki jih zaposlujejo Namibijci) in komercialno usmerjeni posamezniki so izkoriščali vire v škodo lokalnih trgov in skupnosti, katerih kultura in gospodarstvo sta odvisna od teh virov.
Namibijski uradniki so posledično prepovedali mreže z enonitnimi nitmi in vsako leto uvedli približno trimesečno prepoved, da se ribe lahko razmnožujejo. Imenovali so tudi vaške ribje stražarje, kanal Kayasa v rezervatu Impalila pa je bil razglašen za ribiški rezervat. Namibijsko ministrstvo spodbuja tudi ribogojstvo in načrtuje razdelitev tisočev mladic registriranim malim ribogojcem v regiji.

## Večja mesta
Ob večjem delu reke je prebivalstvo redko, vendar so pomembna mesta ob njenem toku:
- Katima Mulilo (Namibija)
- Livingstone, Mongu, Lukulu, Senanga in Sesheke (Zambija)
- Victoria Falls and Kariba (Zimbabwe)
- Songo in Tete (Mozambik)
- Cazombo (Angola)